# Skibet Sogn
Skibet Sogn er et sogn i Vejle Provsti (Haderslev Stift).
Sognet var et selvstændigt pastorat indtil 1826, hvor det blev anneks til Bredsten Sogn. I 1872 blev Skibet igen selvstændigt. Sognet hørte til Tørrild Herred i Vejle Amt. Skibet sognekommune blev ved kommunalreformen i 1970 indlemmet i Vejle Kommune.
I Skibet Sogn ligger Skibet Kirke.
I sognet findes følgende autoriserede stednavne:
- Haraldskær (ejerlav, landbrugsejendom)
- Haraldskær Fabrik (bebyggelse)
- Jennum (bebyggelse, ejerlav)
- Nederbro (bebyggelse)
- Nørre Vilstrup (bebyggelse, ejerlav)
- Rue (bebyggelse, ejerlav)
- Skibet (bebyggelse)
- Slelde (bebyggelse, ejerlav)
- Stenager (bebyggelse)
- Trædballe (bebyggelse)
- Østengård (bebyggelse, ejerlav)